# Галкін Олександр Олександрович
Олександр Олександрович Галкін (рос. Александр Александрович Галкин; 21 червня (4 липня) 1914, Бердянськ — 22 жовтня 1982, Донецьк) — український радянський фізик, доктор фізико-математичних наук (з 1955 року), професор, академік Академії наук УРСР (з 1965 року).

## Біографія
Народився 21 червня (4 липня) 1914 року в місті Бердянську. 
У 1939 році закінчив Харківський університет. 
У 1937–1941 і 1945–1960 роках працював у Харківському фізико-технічному інституті. Брав участь у німецько-радянській війні.
У 1960–1965 роках — заступник директора Фізико-технічного інституту низьких температур АН УРСР.  Від 1965 року — організатор і перший директор Донецького фізико-технічного інституту УРСР.
Жив в Донецьку в будинку по бульвару Пушкіна № 29, квартира 4. 
Помер в Донецьку 22 жовтня 1982 року. 

## Науковий доробок
Наукові праці в галузі фізики твердого тіла, радіоспектроскопії, надпровідності, фізики високих тисків. Спільно зі співробітниками відкрив:
- проміжний фазовий стан в антиферомагнетиках (1968);
- ефект необоротного індукування магнітного стану речовини сильним магнітним полем (1971);
- доплерон-фононний резонанс у металах (1977).

Розробив метод нестаціонарної гідроекструзії.

## Відзнаки
Заслужений діяч науки УРСР (з 1978 року). Лауреат Премії НАН України імені К. Синельникова АН УРСР (за 1975 рік). Двічі лауреат Державної премії УРСР в галузі науки і техніки:
- 1971 — за відкриття, теоретичне і експериментальне дослідження проміжного стану в антиферомагнетиках[3];
- 1982 — за цикл робіт «Розробка та дослідження надпровідників з високими критичними параметрами»[4].

Нагороджений двома орденами Трудового Червоного Прапора, медалями.

## Вшанування

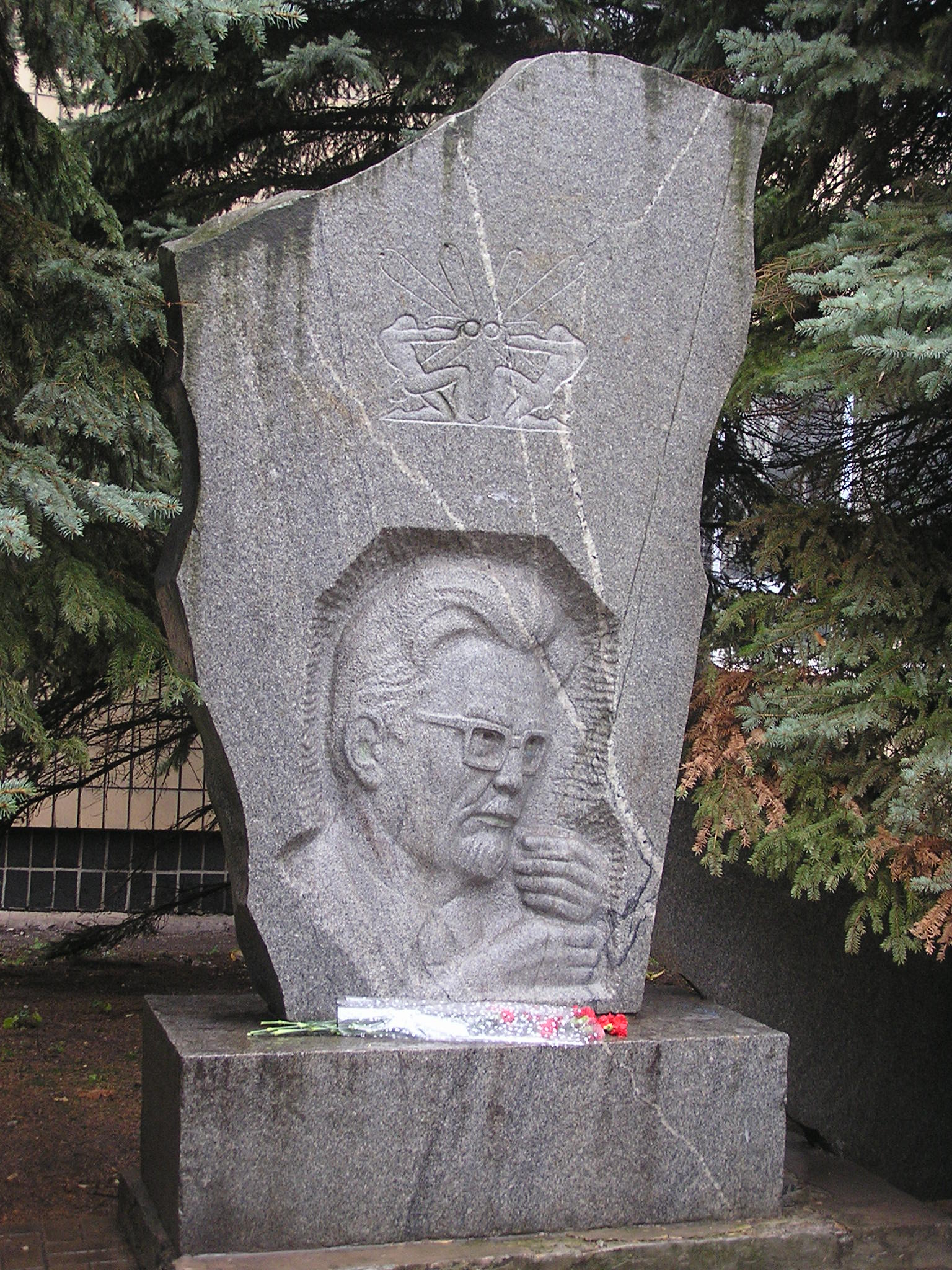
пам'ятник в Донецьку

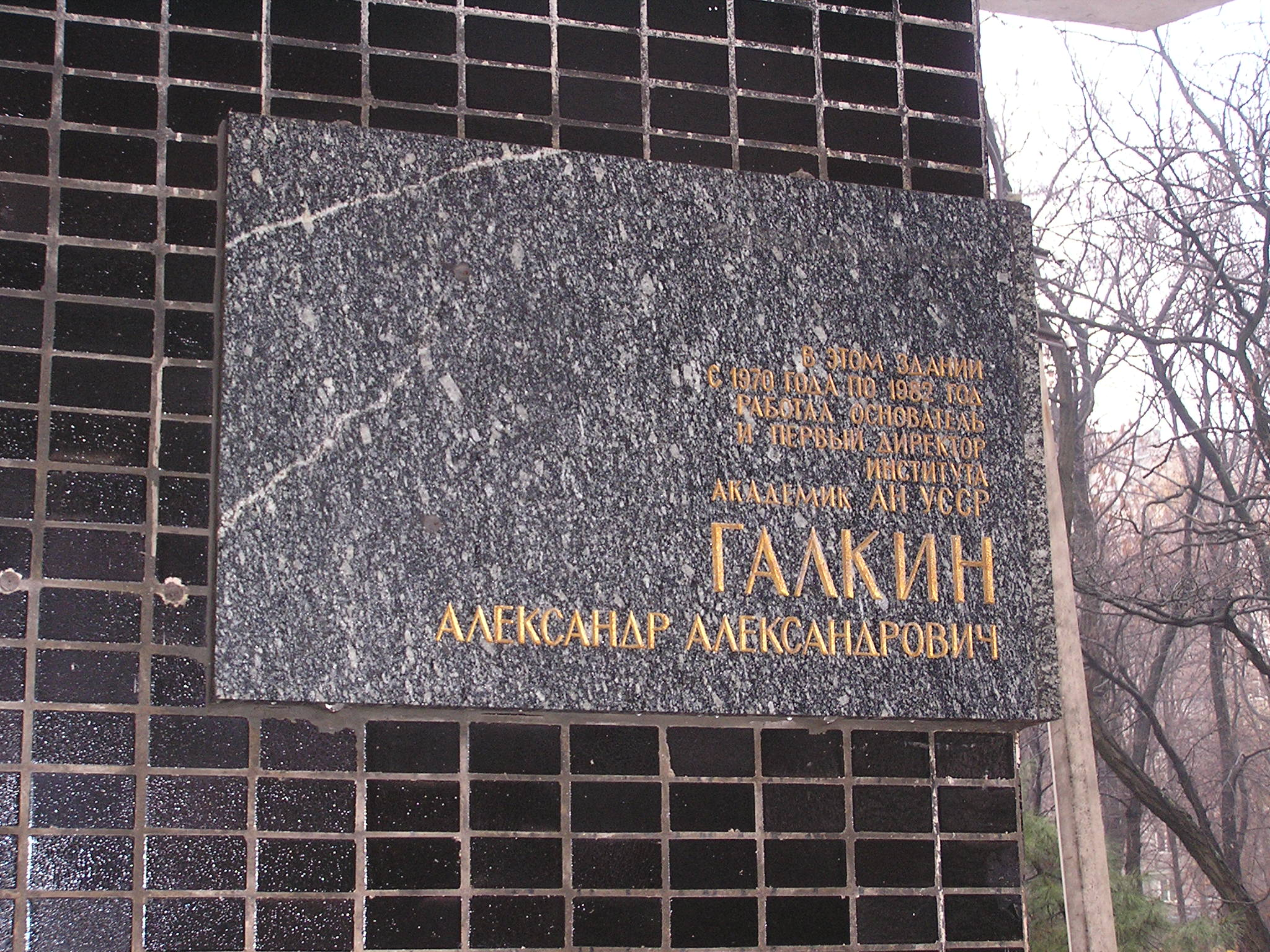
меморіальна дошка

У 1994 році його ім'я присвоєно Донецькому фізико-технічному інституту НАН України, на одній з будівель якого встановлено меморіальну дошку.

## Цікаві факти
Як співробітник УФТІ, співпрацював у наукових питаннях  і перебував у приятельских відносинах  з директором Фізико-технічного інституту низьких температур у Харкові академіком  Вєркіним Борисом Ієремійовичем 